# Duchovní tělo
Tento článek je o tomto pojmu v křesťanství obecně. O pojmu v mormonismu viz Tělo ducha.
V křesťanství zavedl apoštol Pavel v Novém zákoně pojem duchovního těla (koiné řečtina: soma pneumatikos) 1Kor 15, 44 (Kral, ČEP) a vzkříšené tělo popsal jako „duchovní“ (pneumatikos) na rozdíl od těla přirozeného (psychikos):
Tak je to i se zmrtvýchvstáním. Co je zaseto jako pomíjitelné, vstává jako nepomíjitelné. Co je zaseto v poníženosti, vstává v slávě. Co je zaseto v slabosti, vstává v moci. Zasévá se tělo přirozené, vstává tělo duchovní. Je-li tělo přirozené, je i tělo duchovní.
— 1Kor 15, 42–44 (Kral, ČEP)
Křesťanské učení tradičně vykládá Pavlovo srovnání vzkříšeného těla s tělem smrtelným a říká, že půjde o jiný druh těla: „duchovní tělo“, což znamená nesmrtelné nebo neporušitelné tělo – 1Kor 15, 53–54 (Kral, ČEP). V katolické církvi se vzkříšené tělo tradičně nazývá „oslavené tělo“ a má čtyři vlastnosti: neporušitelnost (incorruptibilitas), jemnost či jemnohmotnost (subtilitas), nepostižitelnost (impassibilitas) a pohyblivost (agilitas). Těla zatracených jsou také vzkříšena neporušená, ale nikoliv oslavená nebo zbavená utrpení.

## Definování pojmu
Teprve v kontextu patristických autorů, jako byl Hilarius z Poitiers, Augustin z Hippo a Vulgáta, byl řecký originál přeložen do latiny jako corpus spirituale nebo spiritale (tedy „duchovní tělo“, přičemž latinským ekvivalentem pneuma ve smyslu „dech“ je spiritus). Právě v této době byl pavlovský pojem spojen také s učením o Kristově vzkříšení, v němž někteří církevní otcové potvrzovali, že došlo k proměně Kristova živočišného těla v tělo duchovní. Pneuma (v klasické řečtině: πνεῦμα) byla v Septuagintě (řecká verze Starého zákona, 3.–1. století př. n. l.) v 75 % případů použita k překladu hebrejského ekvivalentu ruach, zatímco psyché byla v 90 % případů použita k překladu hebrejského nefeš, přičemž psyché je pro Hebreje pojmem duše, která je úzce spjata s tělem a žádostmi.
Pavel z Tarsu sdílí s Filónem Alexandrijským a Flaviem Josefem trichotomii pneuma, psyche a soma, která byla pravděpodobně židovsko-helenistickým rozvojem ekvivalentní platónské trichotomie intelektu/rozumu (nous), duše (psyche) a těla (soma). Tito tři židovští autoři uvádějí triádu pneuma/psyche/soma ve výslovném odkazu na pasáž v Genesis – Gn 2, 7 (Kral, ČEP), což naznačuje, že šlo o běžný židovský výklad v prvním století a že triáda nepotřebovala protognostický základ.
Filón Alexandrijský (15 př. n. l. – 50 n. l.) spojil řecké a židovské myšlení, podle něhož pneuma naplňuje tělo, je „řídícím principem“, který probouzí rozum a vytváří řeč, a je také spojována s božskou inspirací a poznáním Boha. V klasickém pojetí se pneuma vyskytovala již u Homéra, kde byla spojována s větrem nebo dechem. U Aristotela však bude pojem pneuma přeformulován tak, že se nebude vztahovat ke vzduchu, ale k substanci, která vytváří život a je prostředníkem mezi fyzickým tělem (soma) a duší (psyché); na tento filozofický kontext pneumy navázali stoikové a platonici. Ten v neoplatonismu rozpracoval pojem „pneumatického vozu“ (πνευματικὸν ὄχημα) nebo „pneumatického pláště“ (πνευματικὸς χιτών) jako jemnohmotného těla, v teorii „vehicula duše“ nebo oduševnělého těla. Pro tyto filozofy však byla psyché ve srovnání s pneumou vyšším pojmem, netělesným a spojeným s intelektem. Pro Filóna byla pneuma někdy ekvivalentem vrchní části psyché, přičemž byla zaměňována s téměř synonymními termíny, jako je mysl/intelekt (nous) a logická psyché (logiké psyché); pneuma však byla stále nadřazena nous, neboť ten byl schránkou Božího dechu/ducha (pneuma) a pneuma byla jeho substancí. Také u Filóna nacházíme výrok, že první člověk „je stvořen k podobě toho, který sesílá pneuma“, a dech pneuma je charakteristickým znakem nebeského člověka jako Božího obrazu, který staví do protikladu k „pozemskému člověku“ neboli „prvnímu člověku“ vytvarovanému z hlíny, než byl vdechnut.
U Pavla je první lidská bytost označena jako „živoucí psychika“ (psychen zósan), patřící do sféry „psychické“ a „pozemské“, zatímco „druhá lidská bytost“ je označena jako „životodárná pneuma“ (pneuma zóopoion), patřící do sféry „pneumatické“ a charakterizovaná jako „nebeská“. U křesťanské antropologie dochází k přechodu od důrazu na nous k pneumě neboli od intelektu k duchu: zatímco u řeckých filosofů musel být nous rozvíjen intelektuálně a byl přístupný jen několika lidem, u Pavla je spojení s pneumou dostupné všem jako milost. Dochází k obnově pneuma a každý křesťan se podílí na nous Krista a nebeského člověka, aby tuto proměnu uskutečnil. Nakonec se stává „pneumatickým“.
Je možné, že termín „pneumatické tělo“ (σώμα πνευματικών) existoval již u stoiků a že jej Pavel z Tarsu použil na základě předchozích výskytů v řečtině; v nejedné pasáži Pavel využívá jiné platónské a stoické myšlenky. Origenes by použil platónské pojetí vehikula duše spolu s pavlovským učením o duchovním těle. Křesťanský biskup a platonik Synesius z Kyrény měl rozpracovat neoplatónské učení o pneumě v souvislosti s Kristovým vzkříšením a existuje hypotéza, že učení o vzkříšení corpus spiritale a posmrtném životě u Augustina bylo ovlivněno pojetím pneumy u Porfyria.
Křesťanské učení tradičně vykládá, že Pavel srovnává vzkříšené tělo s tělem smrtelným a říká, že to bude jiný druh těla; „duchovní tělo“, což znamená nesmrtelné tělo nebo tělo neporušitelné (nepomíjitelné) – 1Kor 15, 53–54 (Kral, ČEP).